# Јурица Врањеш
Јурица Врањеш (31. јануар 1980) бивши је хрватски фудбалер који је играо на позицији централног везног играча.
Играо је за Осијек, Бајер Леверкузен, Штутгарт, Вердер Бремен, Генчлербирлиги, Арис и Ријеку.
За репрезентацију Хрватске одиграо је 26 утакмица. Био је у саставу тима на Светским првенствима 2002. и 2006. године.